# Jean Hoffman
Jean Hoffman (* 29. September 1893 in Brüssel; † im 20. Jahrhundert) war ein belgischer Wasserballspieler.

## Karriere
Hoffman nahm an den Olympischen Spielen 1912 in Stockholm teil. Hier erreichte er mit der belgischen Nationalmannschaft den dritten Rang und gewann somit Bronze.